# جيرالد فاينبيرغ
جيرالد فاينبيرغ (بالإنجليزية: Gerald Feinberg)‏ (و. 1933 – 1992 م) هو فيزيائي، وأستاذ جامعي من الولايات المتحدة الأمريكية . ولد في نيويورك.
توفي في مانهاتن ، عن عمر يناهز 59 عاماً.

## جوائز
حصل على جوائز منها:
- زمالة غوغنهايم.